# Laguna del Vístula
La laguna del Vístula (en polaco: Zalew Wiślany; en ruso: Калининградский залив, Kaliningradskiy Zaliv; en alemán: Frisches Haff; en lituano: Aismarės) es una masa de agua dulce junto al mar Báltico y separada del golfo de Gdansk por una lengua de arena conocida como cordón del Vístula; el agua de la laguna procede mayormente del río Vístula. También se le conoce como bahía del Vístula o golfo del Vístula.
Los ríos que forman esta laguna son el río Pregolya, que lo hace en su totalidad desembocando junto a la ciudad de Kaliningrado, y el río Vístula. De este último, es el que más caudal aporta al lago, pero no lo hace como un único río, sino como un conjunto de ríos distribuidores (lo contrario de un afluente), que parten del tronco del mismo. El más importante por su longitud es el río Nogat. La laguna se conecta al mar abierto por el estrecho de Baltiysk.

## División política
La laguna del Vístula está dividida entre Polonia y Rusia. Las ciudades que son bañadas por sus aguas son Kaliningrado, Baltiysk y Primorsk en el óblast de Kaliningrado (Rusia), y Elbląg, Tolkmicko, Frombork y Krynica Morska en Polonia. El puerto polaco con más tráfico es el de Elbląg, pero el problema fronterizo y el hecho de que la salida al mar esté en Rusia han hecho que entre en decadencia.

## Futuro
Un proyecto en curso de la Unión Europea prevé un parcial dragado del lago y un canal artificial que una el puerto de Elbląg al mar Báltico. El canal tendría una longitud aproximada de 1 km y serviría para la reactivación económica de Elbląg y de toda su comarca, además de romper con la depencia del tráfico marítimo a través del estrecho de Baltiysk, el cual es utilizado políticamente por Rusia, no permitiendo el paso de buques polacos como medida de presión hacia las autoridades polacas.[cita requerida] Supondría un coste de 80 millones de złoty. El futuro del proyecto pasa por el estudio y la evaluación de su impacto ambiental, puesto que podría poner en peligro no sólo las migraciones de los mamíferos, sino también por la posible entrada de agua procedente del mar Báltico, destruyendo así el ecosistema de agua dulce de la laguna.
El 17 de septiembre de 2022, fue inaugurado el canal artificial que une el puerto de Elbląg al mar Báltico. El canal atraviesa el cordón del Vístula y tiene una longitud de 1,2 kilómetros.

## Historia política
Entre los años 1871 y 1919, la laguna por entero estaba bajo soberanía alemana, dentro de la región de Prusia; acabada la Primera Guerra Mundial, el resurgimiento de Polonia supuso la división de Prusia, y la zona oriental de la laguna quedó en manos alemanas, mientras que la zona occidental pasó al control de la ciudad libre de Dánzig. Tras la derrota de la Alemania nazi en la Segunda Guerra Mundial, el reajuste de fronteras hizo que el lado oriental quedara asignado al óblast ruso de Kaliningrado, y el occidental a Polonia.